# Backstreet Dreams
Albums de Blue System
Hello America
(1992) 21st Century
(1994)
Singles
Backstreet Dreams est le 8e album du groupe Blue System sorti le 19 avril 1993.

## Titres
1. History - 3:39
2. Operator - 3:17
3. Backstreet Dreams - 3:48
4. You Are An Angel - 3:08
5. I'm So Excited - 3:48
6. Dirty Money - 2:57
7. Ballerina Girl - 3:55
8. Lovers In A Missing World - 3:23
9. Talk To Me - 3:21
10. Michael Has Gone For A Soldier - 4:24
11. Don't You Want My Foolish Heart - 3:57